# Club de Yates de Canandaigua
El Club de Yates de Canandaigua (Canandaigua Yacht Club en idioma inglés y oficialmente) es un club náutico ubicado en Canandaigua, Nueva York (Estados Unidos).

## Historia
Aunque ya operaba como Club de Vela de Canandaigua (Canandaigua Sailing Club en inglés) desde 1891, fue el 18 de mayo de 1898 cuando cambió de nombre al actual y nombró a J. Edward Dayton como su primer comodoro. Fue inscrito oficialmente el 29 de mayo de 1935. Sus primeras flotas fueron las de Snipes, Stars y 14 pies. 
En 1940 organizó el campeonato del mundo de la clase Snipe.
Después de la Segunda Guerra Mundial, crecieron las flotas de Lightnings y Comets, que recibieron sus números de flota en 1946. Más tarde se incorporaron los Thistle y los Flying Dutchman. En 1964 se creó la flota de Sharks y en 1965 la de Pearson Ensigns.     